# Wilfred Hudleston Hudleston

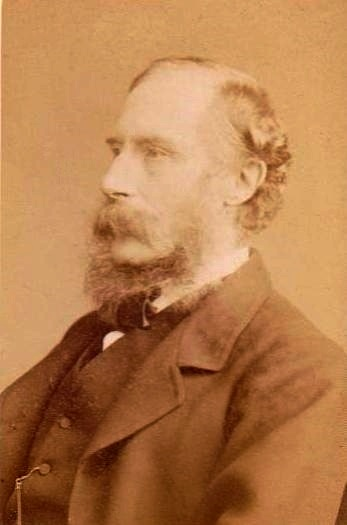
Wilfred Hudleston Hudleston (1828–1909)

Wilfred Hudleston Hudleston, geb. Simpson, auch Wilfrid Hudleston Hudleston (* 2. Juni 1828 in York; † 29. Januar 1909 in West Holme, Dorset) war ein britischer Geologe.

## Leben
Wilfred Hudleston war der älteste Sohn des Arztes John Simpson und Elizabeth Ward, der Tochter von Thomas Ward und Eleanor Hudleston. Die Familie Simpson nahm 1867 den Namen Hudleston an. Seine Schulbildung erhielt er zunächst an der St. Peter’s School in York, wechselte dann nach Uppingham und schließlich an das St. John’s College in Cambridge, wo er 1850 den Grad des B.A. und 1853 den des M.A. erhielt.
Hudleston war zeitlebens studierter Amateur-Geologe, da er aufgrund des Familienvermögens keinem geregelten Beruf nachgehen musste. Während seines Studiums wandte er sich zunächst der Ornithologie zu und unternahm mehrere ausgedehnte Studienreisen, so etwa nach Lappland, Algerien, Griechenland und die Türkei. Von 1862 bis 1867 studierte er Naturgeschichte und Chemie an der University of Edinburgh und am Royal College of Chemistry in London. Er hörte unter anderem Geologie bei Adam Sedgwick in Cambridge, war zunächst jedoch unentschlossen, ob er seine wissenschaftlichen Ziele der Chemie oder der Geologie widmen sollte. Seine Entscheidung für die Geologie fiel durch seine Zusammenarbeit mit dem Paläontologen John Morris vom University College London.
Hudleston lebte in London, verbrachte jedoch einen Teil des Jahres auf seinen Besitzungen in Dorset und Yorkshire. Seit 1880 war er mit Rose Heywood Benson of Littlethorpe verheiratet. Als vermögender Mann konnte er seine geologische Forschungen selbst finanzieren und war unter anderem bekannt durch seine Mineralien- und Fossiliensammlung, die er in seinem Haus in South Kensington aufbewahrte. Obwohl sein Interesse vor allem der Paläontologie gewidmet war, beteiligte er sich außerdem an allgemeinen geologischen Diskussionen wie etwa der Kontroverse über die geologische Natur der schottischen Highlands, veröffentlichte Arbeiten über Fragen der Geologie Afrikas, Indiens und Syriens, und widmete sich der Zusammenfassung und Präsentation aktueller Forschungsergebnisse in Review-Artikeln. Insgesamt publizierte er mehr als 60 wissenschaftliche Schriften.
Neben seinen Forschungen nahm er rege am geologischen Gesellschaftsleben Londons teil. 1881 bis 1883 übernahm er die Präsidentschaft der Geologists’ Association, nachdem er von 1874 bis 1876 bereits Sekretär der Association gewesen war, die einen Sammelpunkt für Amateurgeologen bildete. 1884 wurde er zum Fellow of the Royal Society gewählt. Er war von 1886 bis 1890 Sekretär und von 1892 bis 1894 Präsident der Geological Society of London und erhielt die Wollaston-Medaille der Gesellschaft im Jahr 1897. 1906 stiftete er den 1908 fertiggestellten Neubau des Dove Marine Laboratory in Cullercoats, Northumberland, heute ein Teil der University of Newcastle, nachdem das ursprüngliche Gebäude 1904 bei einem Feuer zerstört worden war.

## Werke
- The Yorkshire Oolites. Part I. Proceedings of the Geologists’ Association, 1874
- The Yorkshire Oolites. Part II. The Middle Oolites: Introduction and Section I. Proceedings of the Geologists’ Association, 1876
- On Deep-Sea investigation &c. 1881
- Contributions to the Palæontology of the Yorkshire Oolites. Geological Magazine, Vol. 1, S. 49–63, 1884
- First Impressions of Assynt. Geological Magazine, Vol. 9, S. 390–399, 1882
- Fossil shells from S. Australia. & New trilobites from South Australia. In: Henry Woodward: Wing of a neuropterous insect from Australia. London : Trubner & Co. 1884
- British Jurassic Gasteropoda. Printed for the Palaeontographical society, 1887–1896
- On the Eastern Margin of the North Atlantic Basin. Geological Magazine, Vol. 6, S. 146–157. 1899